# Patrick Kühl

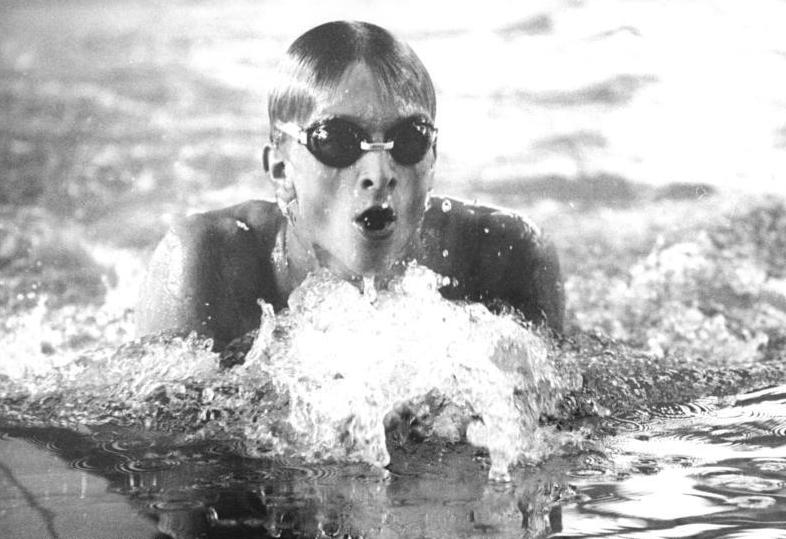
Kühl beim 400-Meter-Lagenrennen bei den DDR-Meisterschaften 1987 in Erfurt

Patrick Kühl (* 26. März 1968 in Güstrow) ist ein früherer deutscher Weltklasseschwimmer auf den Lagenstrecken.
Patrick Kühl startete zunächst für den ASK Vorwärts Potsdam, später für den OSC Potsdam und schließlich für den SC Magdeburg. Seinen ersten internationalen Erfolg konnte er bei den Schwimmeuropameisterschaften 1987 in Straßburg feiern, wo er über 400 Meter Lagen hinter Tamás Darnyi und József Szabó Dritter wurde. Ein Jahr später erreichte Kühl bei den Olympischen Sommerspielen von Seoul, wo er über 200 Meter Lagen hinter Darnyi die Silbermedaille gewann, seinen größten Erfolg. Auf seiner Paradestrecke über 400 Meter wurde er indes nur Fünfter. Im August 1989 stellte er über 400 Meter Lagen mit 4:16,08 Minuten einen DDR-Rekord auf, der später fast 20 Jahre lang deutscher Rekord blieb und erst im Juni 2009 von Yannick Lebherz unterboten wurde. Auf der Kurzbahn stellte er im Februar 1990 mit 4:12,02 Minuten einen Europarekord auf, der zwei Jahre später von Jani Sievinen unterboten wurde. Auch bei den Schwimmeuropameisterschaften 1989 in Bonn musste sich Kühl erneut nur Darnyi über 400 Meter Lagen geschlagen geben. 1990 gewann er auf seiner Paradestrecke seinen ersten deutschen Meistertitel, den er 1991, 1992 und 1993 verteidigte. Schon 1987 hatte er den Titel bei den DDR-Meisterschaften erstmals gewonnen. 1991 gewann Kühl bei den Schwimmeuropameisterschaften 1991 in Athen hinter Luca Sacchi über 400 Meter Lagen mit Silber seine letzte internationale Medaille. Letztes internationales Großereignis wurden die Olympischen Sommerspiele 1992 von Barcelona. Auf der 400-Meter-Lagenstrecke wurde Kühl Sechster.
1988 wurde er für den Gewinn der Silbermedaille in Seoul mit dem Vaterländischen Verdienstorden in Silber ausgezeichnet.